# .ph
.ph is het internet landcode topleveldomein van de Filipijnen. Er zijn pogingen gedaan om het .ph-domein te gebruiken voor de telecom branche (PHone), maar die sloegen niet aan.